# 強鹿精英賽
強鹿精英賽（John Deere Classic）是美國高爾夫球PGA巡迴賽的一個賽事。約翰·迪爾精英賽一般在7月英國公開賽的前一個禮拜舉行，舉行地點是伊利諾州。強鹿精英賽開始於1971年，曾經在愛奧瓦州舉行。
本賽事於1991年開始由強鹿公司冠名贊助，並將賽事名稱更改為強鹿精英賽。
2020年時，該賽事因2019冠状病毒病美国疫情取消。

## 外部連結
- 官方网站
- Coverage on the PGA Tour's official site （页面存档备份，存于）
- TPC Deere Run （页面存档备份，存于）

41°28′37″N 90°23′31″W / 41.477°N 90.392°W